# Попередження (адміністративне стягнення)
Попередження — найбільш м'який вид адміністративного стягнення, що застосовується за вчинення незначних правопорушень, а також до осіб, що вперше вчинили проступок.

## Суть
Попередження як захід адміністративного стягнення виноситься в письмовій формі. В деяких інших випадках фіксується іншим установленим способом. Зміст попередження полягає в офіційному, від імені держави, осуді протиправної діяльності порушника органами адміністративної юрисдикції з метою повідомити йому про неприпустимість подальших подібних дій. Цей орган засвідчує негативну оцінку поведінки правопорушника. Таким чином попередження є більш морально-виховним заходом адміністративного стягнення.
Попередженню як виду адміністративного стягнення притаманні, серед іншого, такі ознаки:
- є реакцією на вчинення адміністративного правопорушення з незначним ступенем суспільної шкідливості
- має переважно виховно-превентивний характер
- правовий характер
- особистісна спрямованість
- самодостатність потенціалу
- разовий, одномоментний характер застосування
- спрощений порядок накладення незалежно від оскарження, без відстрочки і заміни на інше стягнення

## Порядок накладення і виконання
Постанова про накладення цього адміністративного стягнення виконується органом, що виніс постанову, шляхом оголошення постанови порушнику. Якщо постанова про накладення стягнення у виді попередження виноситься під час відсутності порушника, йому вручається копія постанови згодом.
При винесенні адміністративного стягнення у вигляді попередження на місці вчинення таких порушень: порушення правил охорони порядку та безпеки плавання малих, спортивних суден і водних мотоциклів, порушення правил судноплавства на морських і внутрішніх водних шляхах, в акваторії морського порту, порушення правил користування малими, спортивними суднами та водними мотоциклами — воно оформляється способом, встановленим МВС України або уповноваженим центральним органом виконавчої влади, що реалізує державну політику у сфері морського (внутрішнього водного) транспорту (Державна служба морського і внутрішнього водного транспорту та судноплавства України).